# Orlando Solar Bears
Orlando Solar Bears – amerykański klub hokeja na lodzie z siedzibą w Orlando.
Klub został zespołem farmerskim dla Toronto Maple Leafs z NHL i Toronto Marlies z AHL.
Pierwotny klub Orlando Solar Bears, został założony w 1994 i od 1995 do 2001 grał w rozgrywkach IHL.
W 2012 powstał nowy klub Orlando Solar Bears przyjęty do ligi ECHL.

## Sukcesy
- Mistrzostwo dywizji IHL: 1996
- Mistrzostwo konferencji IHL: 1996, 1999, 2001
- Finał play-off IHL o Turner Cup: 1996, 1999
- Turner Cup – mistrzostwo w fazie play IHL: 2001